# Un nouveau chapitre
Un nouveau chapitre (Switch dans la version originale) est le premier épisode de la saison 2 de la série télévisée américaine Better Call Saul, la série dérivée de Breaking Bad. L'épisode a été écrit et réalisé par Thomas Schnauz. Aux États-Unis, l'épisode est diffusée le 15 février 2016 sur AMC. En dehors des États-Unis, l'épisode a été diffusée sur le service de streaming Netflix dans plusieurs pays.

## Synopsis
Dans un flash-forward qui suit les événements de Breaking Bad, Gene gère un magasin Cinnabon à Omaha, au Nebraska. Lors de la fermeture pour la nuit, il s'enferme accidentellement dans la benne à ordures du centre commercial. Il envisage d'utiliser une issue de secours mais ne le fait pas car l'alarme sur la porte avertirait la police. Un concierge le laisse sortir près de trois heures plus tard, mais Gene a gravé SG WAS HERE (« SG est passé par là ») dans le mur avec une vis pendant qu'il attendait.
Jimmy McGill décline l'offre d'emploi de Davis & Main et part en vacances dans un hôtel de luxe sous un nom d'emprunt. Kim Wexler le confronte mais Jimmy est content puisque sa raison de devenir avocat était d'impressionner Chuck McGill, qui ne le soutient pas. Jimmy convainc Kim de l'aider à convaincre Ken, un homme d'affaires odieux, de payer sa chère note dans un bar à tequila. Ravi par l'expérience, Kim garde le bouchon de bouteille élaboré comme souvenir et passe la nuit avec Jimmy, mais dit qu'elle ne veut pas participer à ce comportement tout le temps. Jimmy prend le poste chez Davis & Main et constate que les avantages incluent une voiture de société coûteuse ainsi qu'un bureau en cocobolo qu'il a toujours voulu. Jimmy remarque un interrupteur mural dans son nouveau bureau sur lequel est affiché une note indiquant qu'il ne doit jamais être éteint. Il l'éteint et attend un moment pour voir ce qui se passe. Quand rien ne va, il le rallume.
Mike Ehrmantraut refuse un autre emploi avec Daniel Wormald (Pryce), qui a dépensé une partie de son argent sur un nouveau Hummer flashy et coûteux qui, selon Mike, attirera trop l'attention. Daniel congédie Mike parce qu'il pense qu'il n'a plus besoin d'un garde du corps, ignorant les avertissements de Mike selon lesquels il n'est pas sage de s'occuper de Nacho seul. Nacho profite de l'absence de Mike pour obtenir l'adresse et le vrai nom de Daniel sur les papiers de la boîte à gants du Hummer.
La maison de Daniel est saccagée et il appelle la police, contrarié que sa précieuse collection de cartes de baseball ait été volée. Les agents qui ont répondu se méfient de la nature du cambriolage car des objets de valeur, notamment l'ordinateur et la télévision de Daniel, n'ont pas été touchés. Ils se méfient également de son Hummer. Lorsqu'ils fouillent l'intérieur de sa maison, les agents trouvent un compartiment mural caché derrière son canapé, apparemment localisé et vidé par le cambrioleur.

## Production
Cet épisode a été écrit et réalisé par le producteur exécutif Thomas Schnauz, qui a également écrit les épisodes Nacho et Pimento de la saison précédente. Tout comme Un nouveau chapitre (Switch), Pimento a également été réalisé par Schnauz. Bien qu'il soit crédité, Michael McKean dans le rôle de Chuck McGill n'apparaît pas. Kyle Bornheimer, qui joue Ken, reprend son rôle d'invité de l'épisode de la première saison de Breaking Bad, Retour aux sources.

## Accueil

### Audiences
Lors de sa première diffusion, l'épisode compte 2,573 millions de téléspectateurs, âgés entre 18 et 49 ans. En incluant le Live+3, la première est regardée par 4,708 millions de téléspectateurs.

### Accueil critique
L'épisode a reçu des critiques positives de la part des critiques. Sur Rotten Tomatoes, l'épisode a une note de 93 % avec une note moyenne de 8,4 sur 10 basée sur 14 avis. Le consensus critique du site se lit comme suit : « Un nouveau chapitre réussit à prendre son temps tout en jetant des bases nuancées pour la transition prévue de Jimmy à Saul ».
Terri Schwartz d'IGN attribue à l'épisode une note de 8,5/10 concluant : Un nouveau chapitre marque un retour solide pour Better Call Saul alors que nous commençons à voir le "comment" de la transition de Jimmy vers Saul Goodman être exploré. The Daily Telegraph note comment « c'était évidemment, une huée de reprendre connaissance avec Jimmy, Kim et Mike ». The A.V. Club a donné à l'épisode un B+.